# Carl Oscar Brorström
Carl Oscar Brorström, född den 22 september 1811 i Bjäresjö socken, död den 29 juli 1860 i Jönköping, var en svensk ämbetsman.
Brorström, som var prästson, avlade juridisk examen vid Lunds universitet 1830. Han blev auskultant i Skånska hovrätten 1831, länsnotarie i Malmöhus län 1835,
vice häradshövding 1837, ombudsman vid riksbankens lånekontor i Malmö 1838 och landssekreterare i Jönköpings län 1841. Brorström blev riddare av Nordstjärneorden 1852.